# Top (software)

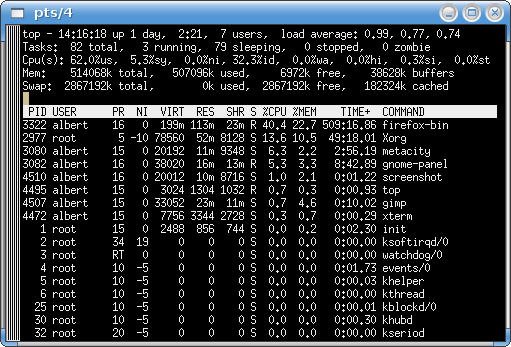
Exemplo de saída gerada pelo programa top

top é uma programa presente em diversos sistemas operacionais tipo Unix que permite monitorar os processos em execução no sistema. Ele produz uma lista em tempo real de processos em execução ordenada pela quantidade de CPU que cada um está consumindo, apesar de que pode ser personalizado para criar listas com diferentes ordenações ou que listem apenas processos específicos.
Existem outros programas que são semelhantes ao top, mas monitoram em tempo real outros recursos do sistema operacional ou de outros programas. O programa ps também gera uma lista de processos, mas não em tempo real.
O comando top foi inspirado no monitor de processos do sistema operacional VMS. William LeFebvre implementou o programa pela primeira vez em abril de 1984 para o sistema BSD 4.1 quando era aluno de graduação na Rice University. A versão para Linux foi implementada por Roger Binns.